# 부여 부소산성
부여 부소산성(扶餘 扶蘇山城)은 백제 사비도성의 배후산성과 왕궁성으로 추정되는 유적이다. 부여군 부여읍의 서쪽에 금강을 낀 부소산 속에 있으며, 둘레는 대략 2.2km, 면적은 약 74만m2에 달한다. 1963년 1월 21일 대한민국의 사적 제5호로 지정되었다.
부소산성은 부소산 정상에 테뫼식 산성을 쌓은 후, 주변을 포곡식으로 쌓은 복겹 산성이다. 부소산성 주변에는 청산성과 청마산성이 있으며, 남쪽에는 성흥산성의 지원을 받았다. 과거의 군수품 창고 터 등이 남아 있으며, 그 외에도 의자왕의 궁녀들이 자살했다는 낙화암과 고란사 등이 있다.

## 개요
백마강 남쪽 부소산을 감싸고 쌓은 산성으로 백제의 도성이다. 《삼국사기》〈백제본기〉에는 사비성·소부리성으로 기록되어 있으나, 통일신라 시대부터는 성이 위치한 산의 이름을 따서 부소산성으로 부른다.
웅진에서 사비로 수도를 옮기던 백제 성왕 16년(538)에 왕궁을 보호하기 위해 이중(二重) 성벽을 쌓은 것으로 보인다. 그러나 동성왕 22년(500)경에 이미 산 정상을 둘러쌓은 테뫼식 산성이 있던 것을 무왕 6년(605)경에 지금의 모습으로 바꾼 것으로 짐작하며, 백제 성곽사를 보여주는 중요한 자료다.
성곽 형식은 산봉우리를 중심으로 원형으로 둘러싼 테뫼식과 다시 그 주위를 감싸면서 쌓은 포곡식을 혼합한 복겹식 산성이다. 동·서·남문터가 남아 있으며, 북문터에는 금강으로 향하는 낮은 곳에 물을 빼는 배수구가 있던 것으로 보인다.
성 안에는 군창터 및 삼국시대 건물터와 영일루·사비루·고란사·낙화암 등이 남아있다. 성 안에 군창터와 건물터 등이 있는 것으로 보아, 유사시에는 방어적 목적으로 사용하고, 평상시에는 백마강과 부소산의 아름다운 경관을 이용하여 왕과 귀족들이 즐기던 곳으로 쓰인 듯하다.
왕궁 위치에 대해서 그동안 부소산성 안에 있었다는 견해와 바깥에 있었다는 견해가 오랫동안 충돌하였는데, 고고학 자료가 쌓이면서 성 안팎에 왕궁시설이 있었다는 해석이 가능해졌다. 다만, 처음에는 성안에만 왕궁이 있었다가 나중에 성 바깥으로 관련 시설을 확장한 것인지 아닌지는 아직 논란이 있다.
이 산성은 사비시대 중심 산성이며, 백제가 멸망할 때까지 수도였던 곳으로서 역사적 의미가 있다.
'부소'가 당시 백제가 국호로 칭한 '남부여'의 '부여'와 동일어라는 견해가 있다.

## 세계문화유산 지정
2015년 7월 4일 독일 본에서 열린 제39차 유네스코 세계유산위원회(WHC)에서 백제역사유적지구(총 8개의 유적지들 중 공주지역에 2곳(공산성, 송산리 고분군), 부여 4곳(관북리 유적 및 부소산성, 능산리 고분군, 정림사지, 나성))이 세계 유산 등재 심사를 최종 통과했다. 이번 세계 유산 등재는 충청권에서는 최초로 선정되었다.

## 발굴
부소산성은 부여지역 전체를 조망할 수 있는 핵심적 위치에 자리하고 있다. 특히, 백제 마지막 도읍으로 알려진 추정 사비 왕궁지의 북쪽 배후에 해당하기 때문에 왕실의 후원(後苑)이자, 유사시 도피처의 기능도 있으므로 왕궁에 버금가는 시설을 겸비한 유적이다. 지난 1980년부터∼2002년까지 국립문화재연구소와 국립부여문화재연구소가 연차 발굴조사를 진행하여 백제~조선 시대에 축조한 성벽, 백제 시대 수혈 건물지와 목책열, 조선시대 군창지 등을 확인하였다.
이후 20여년 뒤에 다시 백제의 추정 서문지와 그 주변 성벽을 대상으로한 발굴조사가 이루어졌다. 그 결과 2021년에는 서성벽의 문지와 함께 부소산 전체를 아우르는 백제 포곡식 성의 정확한 동선을 파악하였고, 배수와 출입 관련 시설을 확인할 수 있었다. 그리고 부소산의 남동쪽 정상부를 중심으로 형성된 통일신라의 테뫼식 성의 축조 방식과 시기마다 달라지는 부소산성 성벽의 변화 양상도 파악하였다.
부소산성 내 백제 포곡식 성은 기본적으로 판축으로 축조되었고, 이외에도 판축 외벽만을 석축하는 방식, 두 겹 이상 판축하는 방식, 내벽에 배수로를 부석하는 방식 등이 확인된 바 있다.
2021년에 조사된 서성벽 구간은 부소산성 성벽 중에 중심토루가 가장 견고하고 반듯한 상태로 확인되었다. 성벽의 판축층 너비는 약 4.8 ~ 4.9 m이며 현재 남아있는 성벽의 높이는 최대 4.4m 정도로, 훼손된 점을 고려하면 더욱 거대했을 것으로 추정된다. 또한, 성벽의 중심을 이루는 판축층의 내외벽은 모두 흙으로 보강하였는데, 일부는 가공한 석재를 이용하여 마무리한 특이한 양상도 확인되었다.
백제 포곡식 성은 통일신라에 의해 재차 보수작업을 거쳐 꾸준히 활용되었다. 그만큼 부소산성이 중요한 위치였음을 알 수 있다. 통일신라의 성벽 보수는 성 안쪽 벽면으로 와적층과 부석층을 조성하여 방식을 사용하였고, 일부 구간에 한해 석렬이나 석축이 덧대지기도 하였다.
추정 서문지 지점은 부소산 남록의 추정 사비 왕궁지에서 서복사지를 거쳐 성 내로 진입하는 길목에 해당한다. 이곳은 원래 골짜기를 이루는 지점에 해당하며, 조사결과 백제 성벽 판축층 위로 암거가 형성되어 있었다. 암거의 상부구조는 안타깝게도 남아있지 않지만, 이 주변으로 문지공석, 원형 초석, 매우 잘 치석된 대형 가공석들이 산재해 있어 출입 목적의 구조물이 존재하였음을 알 수 있다.
백제와 통일신라 성벽이 연접한 지점에서는 백제 성벽 위로 통일신라 테뫼식 성벽이 만들어졌다. 테뫼식 성의 외벽은 기존의 백제 성벽을 수축하여 사용하였지만, 내벽은 백제 성벽 위에 기단석축을 부가하여 축조하였다. 성벽 시설층에서 축성과정 중 유입된 ‘회창7년’(847년) 명문기와가 출토되어, 성벽의 조성 시기는 9세기 중반 이후임을 알 수 있다.
2020년대에는 부소산성 군창지 주변 발굴조사에서 백제 사비기 대형 와적기단 건물지 2동을 확인하였는데, 나란히 세워진 북쪽 건물은 동서 길이가 16m, 남쪽 건물은 동서 길이 14m에 해당했다. 부소산성 내부 동문지와 서문지 부근 등 여러 지점에서 불교사찰 관련 흔적이 발견된 점에 주목해 부소산성은 왕성으로서의 위상을 지녔으며 부소산성 안팎에 왕궁이 있었다는 견해, 부소산성 안에 구태묘(仇台廟)를 비롯한 제의시설과 왕궁, 관아시설이 있었으며 단순한 피난성이나 왕궁의 후원이 아니라 「괄지지」에 기록될 정도의 왕성이었다는 견해 등 부소산성 내부시설에 주목하며 왕성으로 간주하는 견해가 늘고 있다.

## 같이 보기
- 백제 의자왕
- 가림성
- 낙화암
- 고란사
- 청산성
- 청마산성
- 금동정지원명석가여래삼존입상

## 주해
1. ↑  테뫼식 성이란 산(뫼) 정상부를 테처럼 둘러서 쌓은 산성을 말한다.
2. ↑  포곡식 성이란 산 정상부에서 계곡을 포용하고 내려온 능선부에 성벽을 축조한 산성을 말한다.
3. ↑  토루(土壘)는 토성 몸체를 이루는 흙더미이다.
4. ↑  판축은 나무판으로 틀을 만들어 그 안을 흙이나 모래 등을 층상(層狀)으로 넣어 방망이로 찧어서 단단하게 하고 차례로 높게 흙을 쌓아 올리는 기법, 또는 그 쌓아 올린 흙 자체를 말한다.
5. ↑  문지공석은 성문의 문짝 고정용 목주를 끼우기 위해 구멍을 낸 돌이다.

## 참고 문헌
- 부여 부소산성 - 국가유산청 국가유산포털
- 이 문서에는 문화재청에서 공공누리 제1유형으로 배포된 자료를 바탕으로 한 내용이 포함되어 있습니다.